# Leucauge soeensis
Leucauge soeensis är en spindelart som beskrevs av Schenkel 1944. Leucauge soeensis ingår i släktet Leucauge och familjen käkspindlar. Inga underarter finns listade i Catalogue of Life.